# Garrulax perspicillatus
El charlatán enmascarado (Garrulax perspicillatus) es un especie de ave paseriforme de la familia Leiothrichidae que se encuentra en Asia. Se suele ver en pequeñas bandadas de siete miembros. Su nombre en chino [七姊妹 qī zǐ-mèi] significa 'siete hermanas'.